# Dondarlı
Dondarlı ist ein Dorf in der Provinz Qubadlı von Aserbaidschan.

## Geographische Lage und Geschichte
Dondarlı liegt 6 Kilometer südöstlich der Provinzhauptstadt Qubadlı. 
Über die frühere Geschichte der Ortschaft ist nicht viel bekannt. Nach der Eroberung der Region Südkaukasus durch das Russische Zarenreich Anfang des 19. Jahrhunderts wurde Dondarlı Teil der Ujezd Sangesur, die wiederum zum Gouvernement Elisawetpol gehörte.
Gemäß den statistischen Angaben der zaristischen Regierung aus dem Jahr 1886 lebten im Dorf über 300 Menschen, alle Aserbaidschaner. 
Aufgrund der Verschärfung der interethnischen Spannungen im Kreis Sangesur löste sich die nach der Februarrevolution 1917 gebildete gemischte armenisch-aserbaidschanische Verwaltungseinheit in Goris auf. Die Aserbaidschaner bildeten ihren eigenen Verwaltungsorgan mit Sitz in Dondarlı.
1933 wurde das Dorf Teil des neu errichteten Rayons Qubadlı der Aserbaidschanischen SSR. 
Im Zuge des Ersten Bergkarabachkrieges wurde die Ortschaft im Spätsommer 1993 von armenischen Truppen besetzt und die Bewohner vertrieben. 27 Jahre später eroberten die aserbaidschanischen Streitkräfte Ende Oktober 2020 Dondarlı wieder zurück. Sämtliche Wohnhäuser, Kulturdenkmäler, der Dorffriedhof sowie eine aus dem 19. Jahrhundert stammende Moschee wurden während der Besatzungszeit komplett zerstört. Das im September 2021 veröffentlichte Video des aserbaidschanischen Verteidigungsministeriums zeigt Dondarlı in Ruinen.